# Amastus paramensis
Amastus paramensis là một loài bướm đêm thuộc phân họ Arctiinae, họ Erebidae.